# Zdziebor
Zdziebor, Zdzibor — staropolskie imię męskie, złożone z dwóch członów: Zdzie- (Zdzi-) ("uczynić, zdziałać, zrobić") i -bor ("walka").
Zdziebor, Zdzibor imieniny obchodzi 5 maja.
Odpowiedniki w innych językach:
- staroczeski — Sdebor, Sdibor[1]